# クリスマス・ベル
「クリスマス・ベル」は、柳原幼一郎の楽曲。1995年11月8日にイーストワールドより2作目のシングルとして発売された。

## 解説
前作『みんなおぼえてる/ブルー・アイズ』より10ヶ月ぶりのリリース。
ジャケットのイラストは黒鉄ヒロシによるもの。なお、ジャケットにてカップリング曲が「そして もひとつ わたしは音楽家」と表記されている。
本作は「柳原幼一郎」名義かつ、柳原がたま在籍中にリリースした最後のシングルである。
ギターで白井良明（ムーンライダーズ）、ドラムスで鈴木祥子が参加しているほかほか、河野伸がキーボードを演奏している。
両曲ともアルバムには未収録となっている。さらにシングルは廃盤となっており、マキシシングルでの再発等も行われていないため、入手困難となっている。

## 収録曲
全曲 作詞・作曲：柳原幼一郎
1. クリスマス・ベル（6:09）
（編曲：白井良明）
歌詞は夢に破れた男性がクリスマス・イヴに自決するという内容になっている[2]。柳原は「世界で一番暗いクリスマスソング」と語っている。
2. わたしは音楽家（4:02）
（編曲：稲葉政裕）
ヒットチャート1位を獲った音楽家の心情を歌った楽曲[2]。
3. クリスマス・ベル (オリジナル・カラオケ)